# Tujnica
Tujnica är en ort i Bosnien och Hercegovina.   Den ligger i entiteten Federationen Bosnien och Hercegovina, i den centrala delen av landet, 80 km norr om huvudstaden Sarajevo. Tujnica ligger 239 meter över havet och antalet invånare är 376.
Terrängen runt Tujnica är huvudsakligen lite kuperad. Tujnica ligger nere i en dal. Närmaste större samhälle är Zavidovići, 10,9 km sydost om Tujnica. 
I omgivningarna runt Tujnica växer i huvudsak lövfällande lövskog. Runt Tujnica är det ganska tätbefolkat, med 93 invånare per kvadratkilometer.